# 北九州市民硬式野球クラブ
北九州市民硬式野球クラブ（きたきゅうしゅうしみんこうしきやきゅうクラブ）は、福岡県北九州市に本拠地を置き、日本野球連盟に加盟している社会人野球のクラブチームである。

## 概要
2006年9月19日付けで、『北九州市民硬式野球クラブ』として日本野球連盟に登録された。
2008年、全日本クラブ野球選手権大会に初出場を果たす（ベスト8進出）。

## 沿革
- 2006年9月19日 - 『北九州市民硬式野球クラブ』として日本野球連盟に登録
- 2008年 - 全日本クラブ野球選手権大会に初出場（ベスト8）
- 2009年 - 2年連続で全日本クラブ野球選手権に出場（初戦敗退）

## 元プロ野球選手の競技者登録
- 大越基 - ヘッドコーチ→退団（元：福岡ダイエーホークス）[1]
- 横松寿一 - 投手→退団（元：広島東洋カープ）[2]
- 小島昌也 - 外野手→退団（元：オリックス・バファローズ、東北楽天ゴールデンイーグルス）